# The Serenity of Suffering
The Serenity of Suffering (укр. Безтурботність страждання) — дванадцятий студійний альбом американського рок-гурту Korn, виданий 21 жовтня 2016 року на лейблі Roadrunner Records.
Альбом було анонсовано 22 липня 2016 року; цього ж дня вийшов відеокліп на пісню Rotting in Vain. Запис всього альбому проходив у домашній студії вокаліста та фронтмена гурту Джонатана Девіса; за коментарем гітариста гурту Браяна Велча, The Serenity of Suffering за звучанням «важчим» і найінтенсивніше, що вони раніше записували. Продюсером альбому став спеціально запрошений на цю роль володар кількох премій «Греммі» Нік Рескаленіч. Художник альбому — Рон Інгліш. Альбом дебютував під номером 4 в американському чарті Billboard 200 з 57 000 копій та отримав здебільшого позитивні оцінки критиків. Станом на грудень 2017 року в США було продано понад 133 000 копій альбому.

## Список композиций
Автор музики і слів Korn. 
| #     | Назва                                                       | Тривалість |
| ----- | ----------------------------------------------------------- | ---------- |
| 1.    | «Insane»                                                    | 3:50       |
| 2.    | «Rotting in Vain»                                           | 3:33       |
| 3.    | «Black is the Soul»                                         | 4:01       |
| 4.    | «The Hating»                                                | 4:22       |
| 5.    | «A Different World» (з Корі Тейлором на додатковому вокалі) | 3:20       |
| 6.    | «Take Me» (3:00)                                            | 3:00       |
| 7.    | «Everything Falls Apart»                                    | 4:17       |
| 8.    | «Die Yet Another Night»                                     | 4:28       |
| 9.    | «When You're Not There»                                     | 3:24       |
| 10.   | «Next in Line»                                              | 3:28       |
| 11.   | «Please Come for Me»                                        | 2:53       |
| 40:34 |                                                             |            |

| Бонусні композиції європейського/британського/новозеландського/японського делюкс-видання | Бонусні композиції європейського/британського/новозеландського/японського делюкс-видання | Бонусні композиції європейського/британського/новозеландського/японського делюкс-видання |
| #                                                                                        | Назва                                                                                    | Тривалість                                                                               |
| ---------------------------------------------------------------------------------------- | ---------------------------------------------------------------------------------------- | ---------------------------------------------------------------------------------------- |
| 12.                                                                                      | «Baby»                                                                                   | 4:55                                                                                     |
| 13.                                                                                      | «Calling Me Too Soon»                                                                    | 3:23                                                                                     |

| Бонусні композиції японського делюкс-видання | Бонусні композиції японського делюкс-видання | Бонусні композиції японського делюкс-видання |
| #                                            | Назва                                        | Тривалість                                   |
| -------------------------------------------- | -------------------------------------------- | -------------------------------------------- |
| 14.                                          | «Out of You»                                 | 3:29                                         |

## Учасники
Korn
- Джонатан Девіс — вокал
- Браян «Гед» Велч — гітари
- Джеймс «Манкі» Шаффер — гітари
- Реджінальд «Філді» Арвізу — бас-гітара
- Рей Луз'є — барабани, перкусія

Додаткові музиканти
- Корі Тейлор (з Slipknot) — гостьовий вокал (у пісні "A Different World")
- Зак Берд — клавішні (у пісні "Take Me")